# De Andre (Lost)
 For alternative betydninger, se The Others.
The Others, også kendt som Them, The hostiles, The Natives og De Andre, er et fiktiv affiliat i den amerikanske tv-serie Lost. De får tilnavnet "The Others" i første sæson af Danielle Rousseau.

## Biografi
The Others består af:
- Benjamin Linus
- Ethan Rom
- Juliet Burke
- Tom
- Mikhail Bakunin
- Aldo
- Danny Pickett
- Bea Klugh
- Goodwin Stanhope
- m.fl.

## Teorier
Fanteorier har spekulteret i om The Castaways eller dele heraf, med tiden bliver "de nye The Others." I "The Beginning of the End" bryder en god del af de overlevende med resten, for at tilflytte The Barracks, hvilket tidligere var bosted for The Others.